# Darogha
Darogha (in lingua urdu دروغا) era una polizia dell'impero Moghul e del British Raj. I Darogha rispondevano ai magistrati delle aree in cui erano in carica, solitamente di circa 160 km²; dato che i magistrati erano responsabili di una vasta area, i darogha erano normalmente i più potenti ufficiali del governo locale. In alcuni casi, avevano la responsabilità di fabbriche. I discendenti dei darogha continuano ad usare questo titolo prima o dopo i loro nomi. Due esempi importanti sono Darogha Ubbas Alli e Mohra Darogha.
Le donne essegnate all'amministrazione delle zenana sotto l'impero moghul avevano il titolo di darogha. Questo era un incarico che veniva assegnato dell'imperatore stesso, ed era un grande onore per la prescelta e per la sua famiglia. Conseguentemente, le donne destinate a questi incarichi venivano scelte perché erano ben educate, istruite e di famiglie rispettabili. Asma Banu Begam, la madre dell'imperatrice Nur Jahan, era stata a suo tempo una darogha. Le darogha donne avevano il compito di mantenere l'etichetta di corte e la pace all'interno degli harem.